# 泰定 (元)
泰定（たいてい）は、中国・元のイェスン・テムルの治世で用いられた最初の元号。1324年 - 1328年旧2月。イェスン・テムルは廟号を贈られなかったため、この元号を用いて泰定帝と呼ばれる。
- 至治3年12月30日：次年より踰年改元の詔下る。
- 泰定5年2月27日：致和に改元。

## 西暦・干支との対照表
| 泰定 | 元年   | 2年    | 3年    | 4年    | 5年    |
| 西暦 | 1324年 | 1325年 | 1326年 | 1327年 | 1328年 |
| 干支 | 甲子   | 乙丑   | 丙寅   | 丁卯   | 戊辰   |